# 裕泰苑

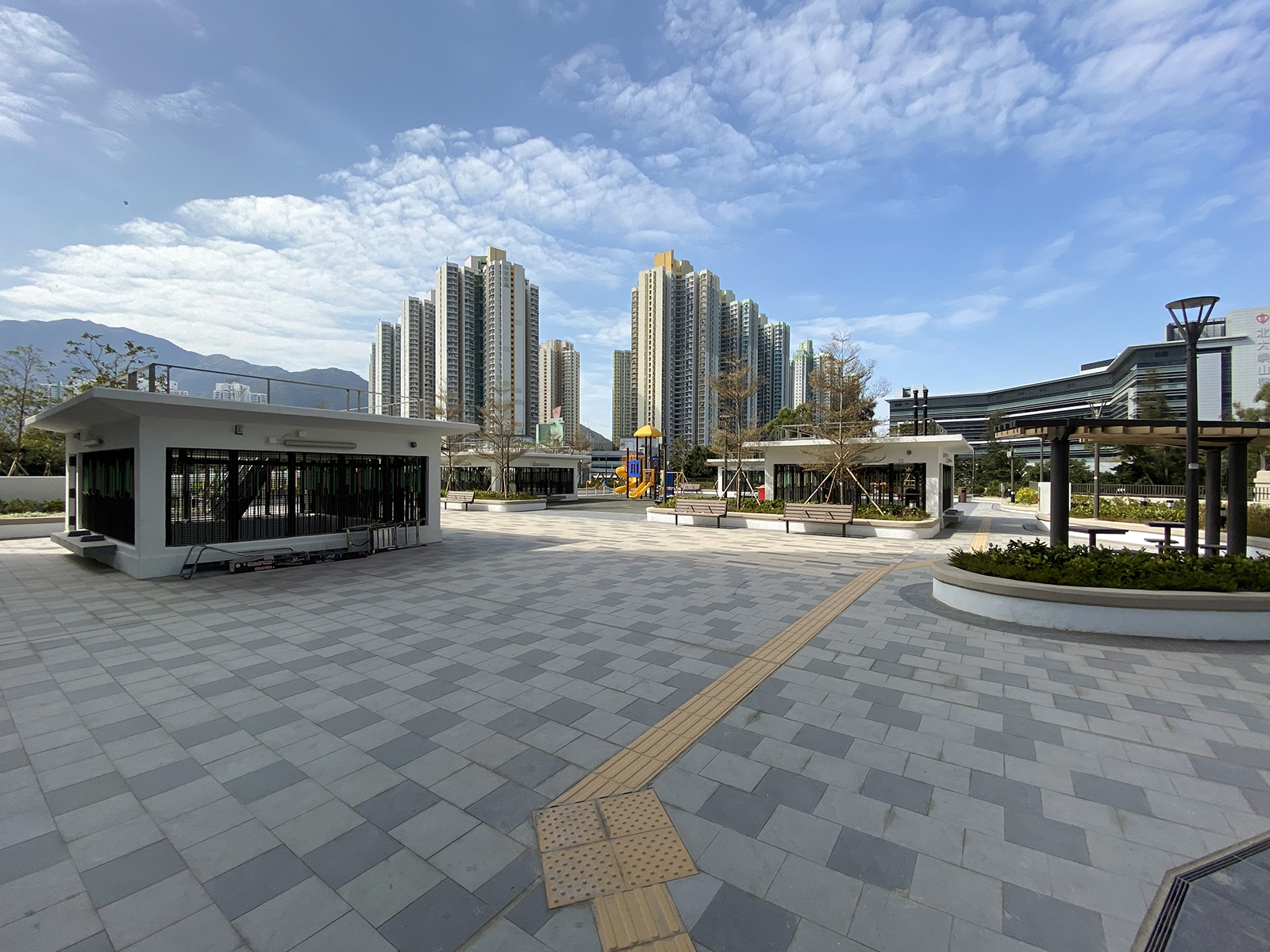
停車場天台花園

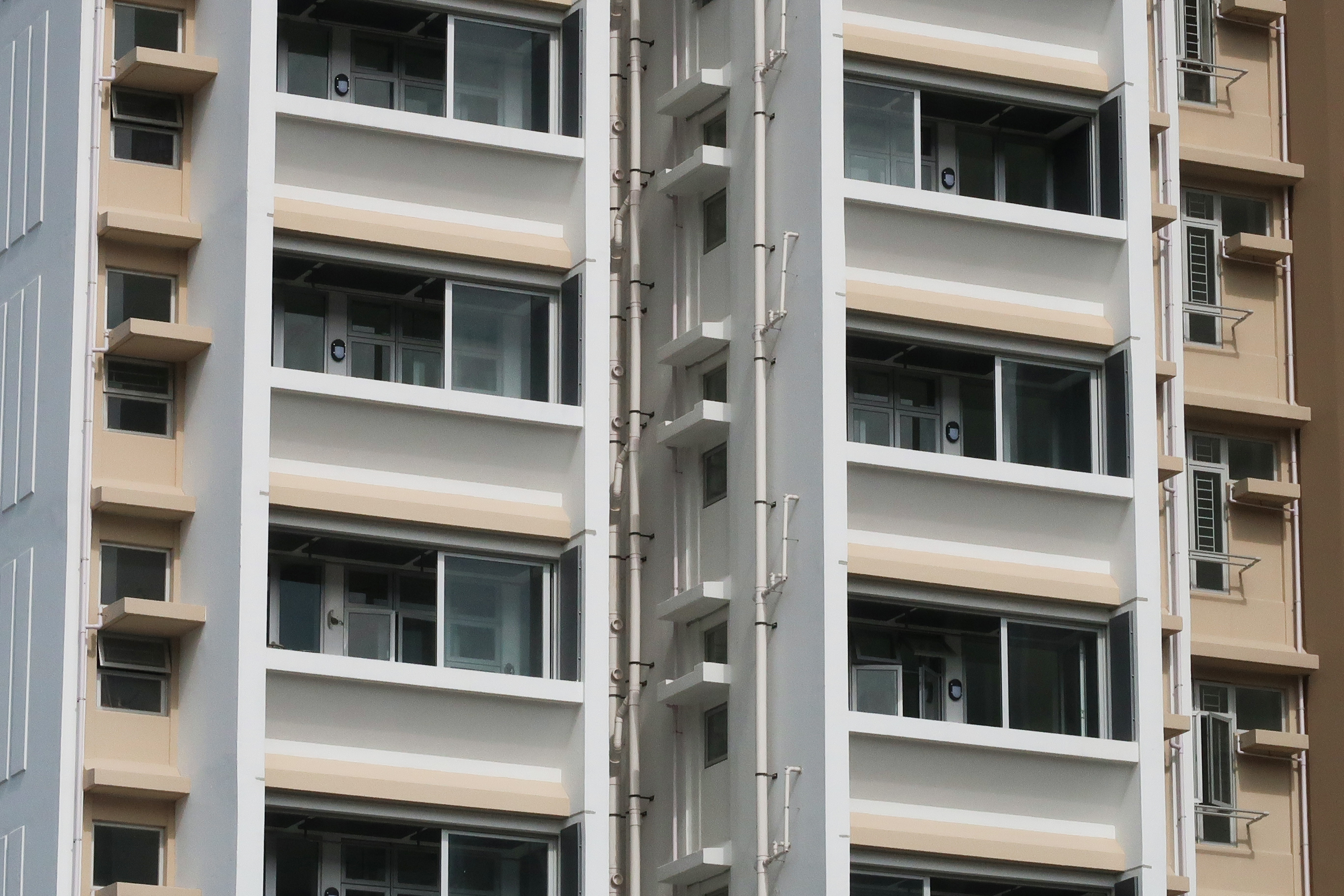
大部份單位設隔音露台，是復建居屋以來首見

裕泰苑（英語：Yu Tai Court）是香港房屋委員會的居者有其屋計劃屋苑之一，項目編號為IS16，亦是東涌新市鎮第二個落成的居屋屋苑，位於新界離島區東涌，鄰近逸東邨及北大嶼山醫院，前身為東涌道足球場及特殊學校預留用地，因應房屋需要而改為興建居屋。屋苑於2020年11月30日竣工並獲發入伙紙，並於隨後的12月11日起交付，由房屋署總建築師（5）設計、保華建業集團承建，並由中國海外物業管理有限公司負責管理工作。

## 屋苑資料

### 樓宇
屋苑共設兩座分別為40及38層高樓宇，提供1226個單位。單位密度方面，兩座均為每層16伙（除裕瑛閣29至38樓因為採用退台式設計，故此每層只有14伙）。此屋苑設有可間三房單位，分別設於裕玥閣13室，以及裕瑛閣14室。
所有單位於居屋2018年中連同凱樂苑及啟朗苑發售，已於2018年3月及10月兩次接受申請（其中第二次因應居屋折扣率增至46%而設），並於2019年2月28日起揀樓。2019年4月29日，裕泰苑在一日之內售出155伙，是自復建居屋以來，單一屋苑在一日內最高的銷售紀錄。在兩個半月的銷售後，所有單位已於2019年5月14日全數售出，是居屋2018最後一個沽清的屋苑。但在單位售罄後的一年多內，裕瑛閣403、702、909、915、1113、1202、1301、1416、1709、1716、2516、2706、3109、3410、3715室、裕玥閣303、603、609、915、1209、1509、1609、1805、2007、2101、2115、2309、2315、2413、2905、3010及3615室即告撻訂，將撥入居屋2020發售。
| 樓宇名稱（座號）         | 樓宇類型              | 落成年份 | 層數 （住宅層數） | 每層伙數                                     | 每座單位數目（伙） | 建築師              | 承建商       | 提供升降機的廠商 |
| ------------------------ | --------------------- | -------- | ----------------- | -------------------------------------------- | ------------------ | ------------------- | ------------ | ---------------- |
| 裕玥閣（A座） （英語：Yu Yuet House） | 非標準設計大廈（Y型） | 2020年   | 42（1-40樓）      | 16（1-18, 20-40樓） 15（19樓）               | 639                | 房屋署總建築師（5） | 保華建業集團 | 通力             |
| 裕瑛閣（B座） （英語：Yu Ying House） | 非標準設計大廈（Y型） | 2020年   | 40（1-38樓）      | 16（1-18, 20-28樓） 15（19樓） 14（29-38樓） | 587                | 房屋署總建築師（5） | 保華建業集團 | 通力             |

### 設施
屋苑設有兒童遊樂場及園景設施，全部建於1層高的停車場天台；而下方停車場則設有77個車位（包括2個傷殘人士車位）及11個電單車位。

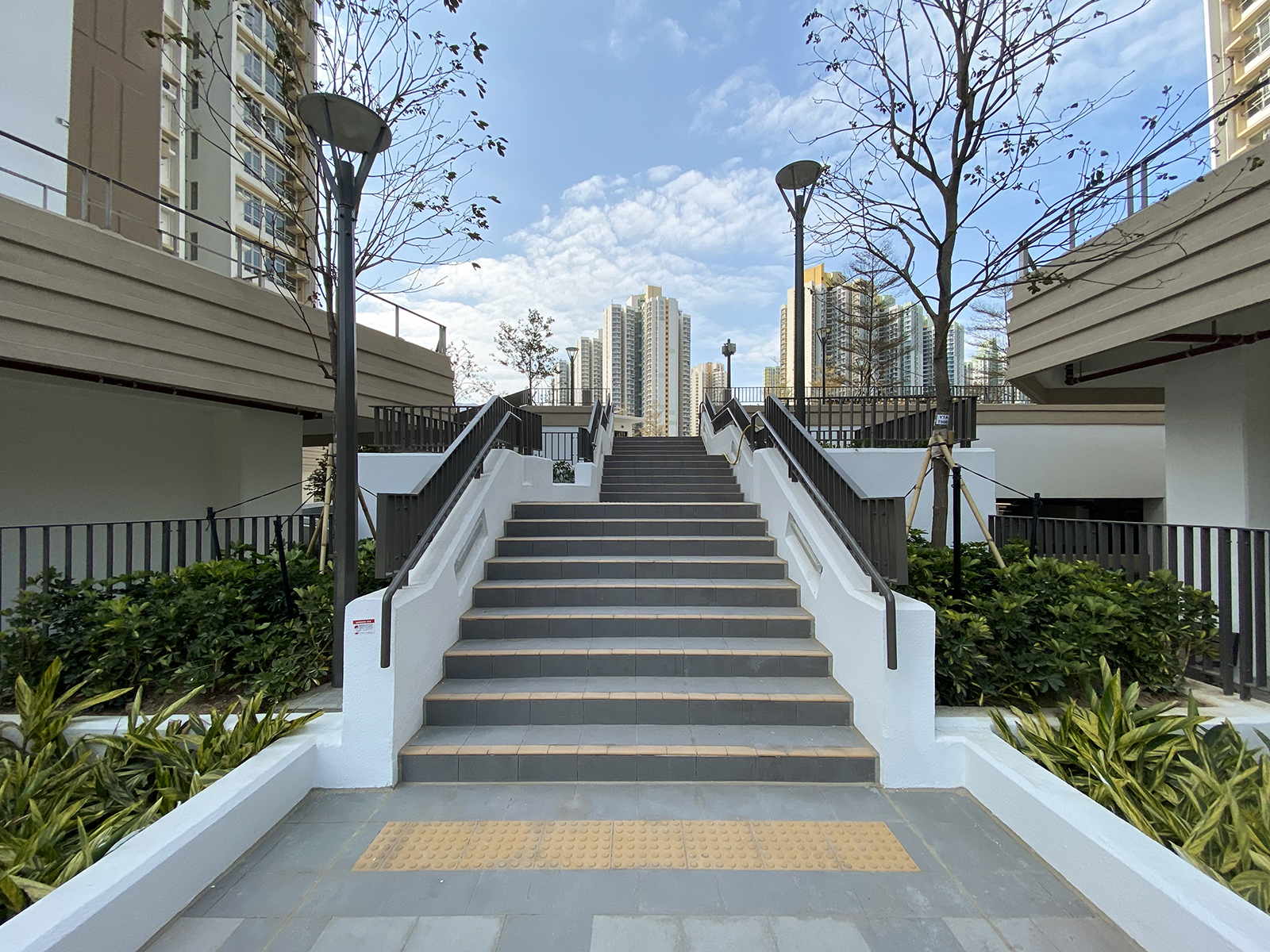
往停車場天台的樓梯
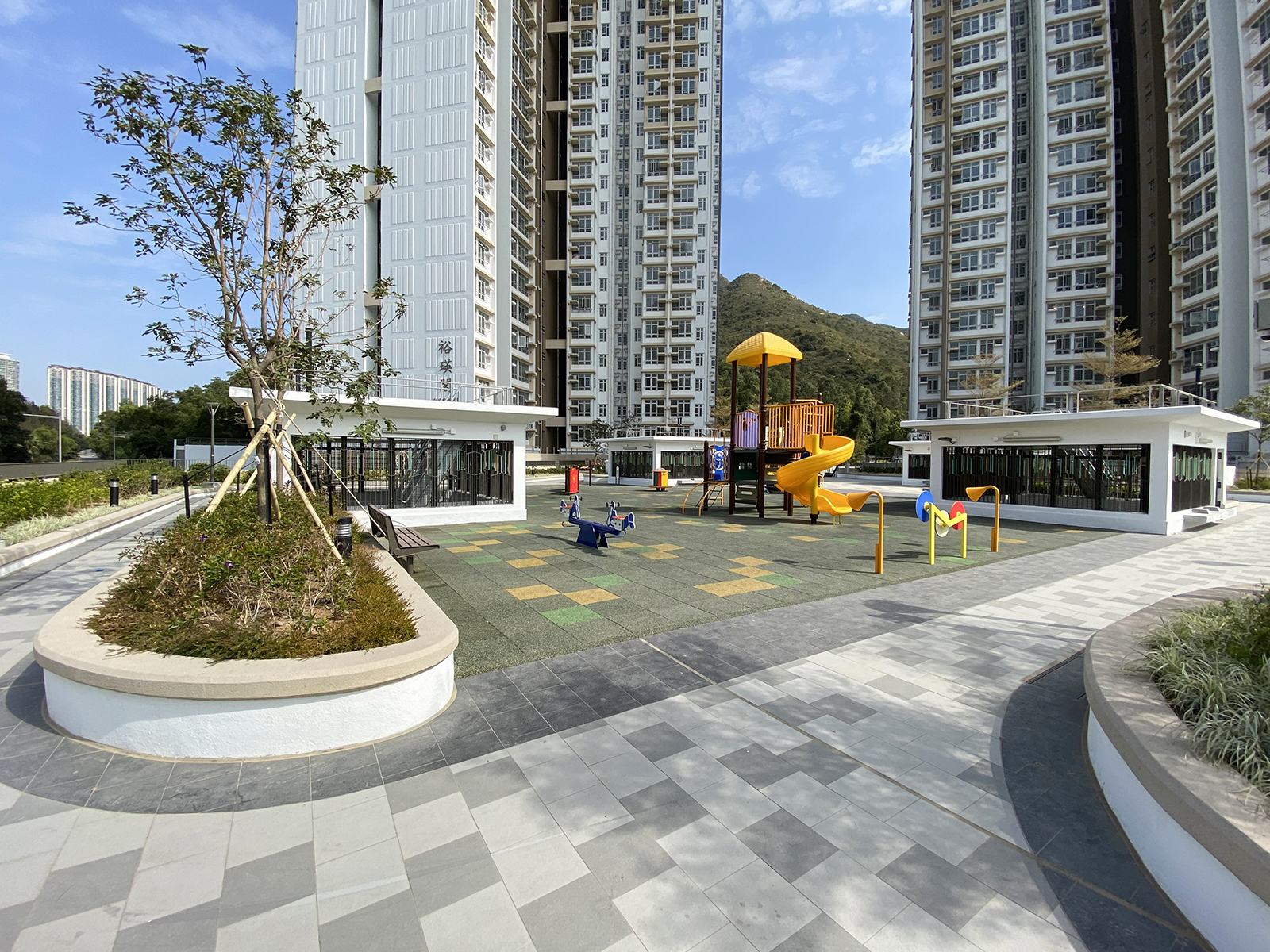
兒童遊樂場
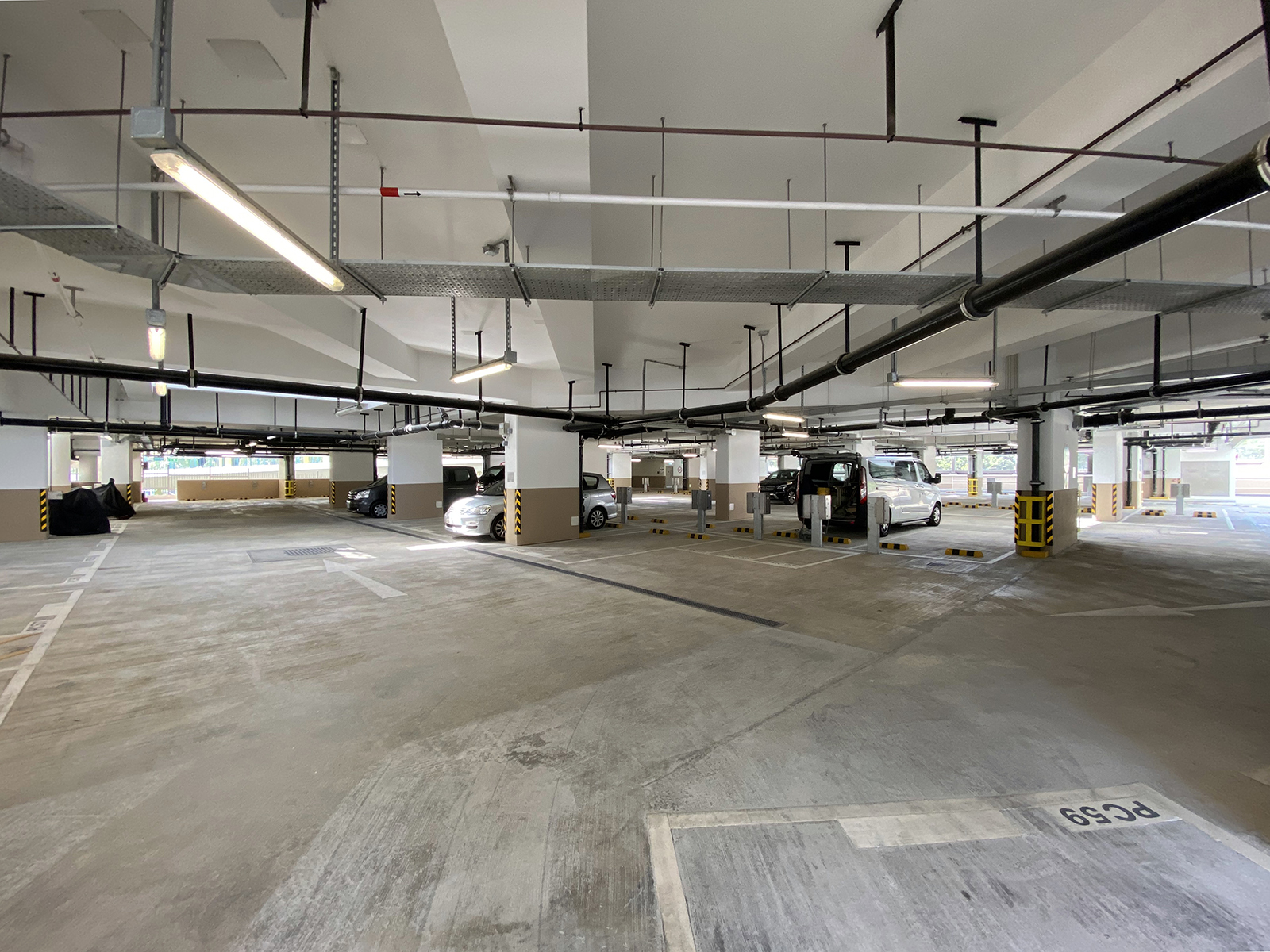
停車場
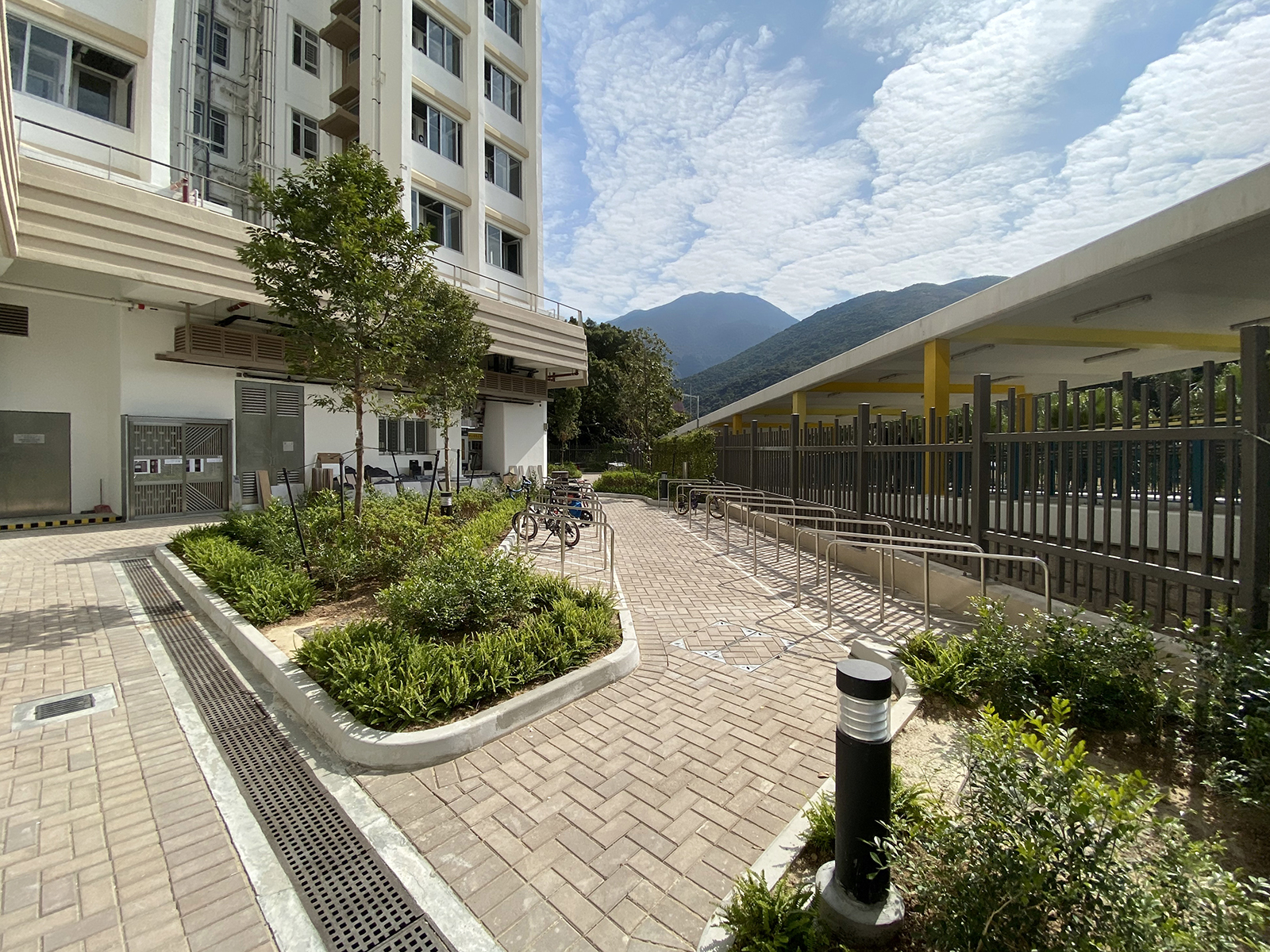
單車停泊處

### 特別設施保養
裕泰苑東面設有斜坡及護土牆（而該處於2008年6月7日曾發生山泥傾瀉），業主有責任出資保養及修繕。
此外，由於屋苑臨近主要道路，裕玥閣5-9室及裕瑛閣10-13室設有隔音露台，以減緩噪音造成的滋擾，是復建居屋以來首見；此外，亦有部份單位需安裝隔音窗（樣式類似景泰苑）。基於公契規定，以上設施不能任意拆除（就算拆改亦必須按相關圖則進行），而相關的固定窗亦只可於維修時打開。
而由於東涌新市鎮鹹水沖廁系統要到2024年才啟用，故此屋苑入伙首四年將暫時使用淡水沖廁，而管理費將較一般鹹水沖廁的屋苑略貴。

## 興建期間圖片集

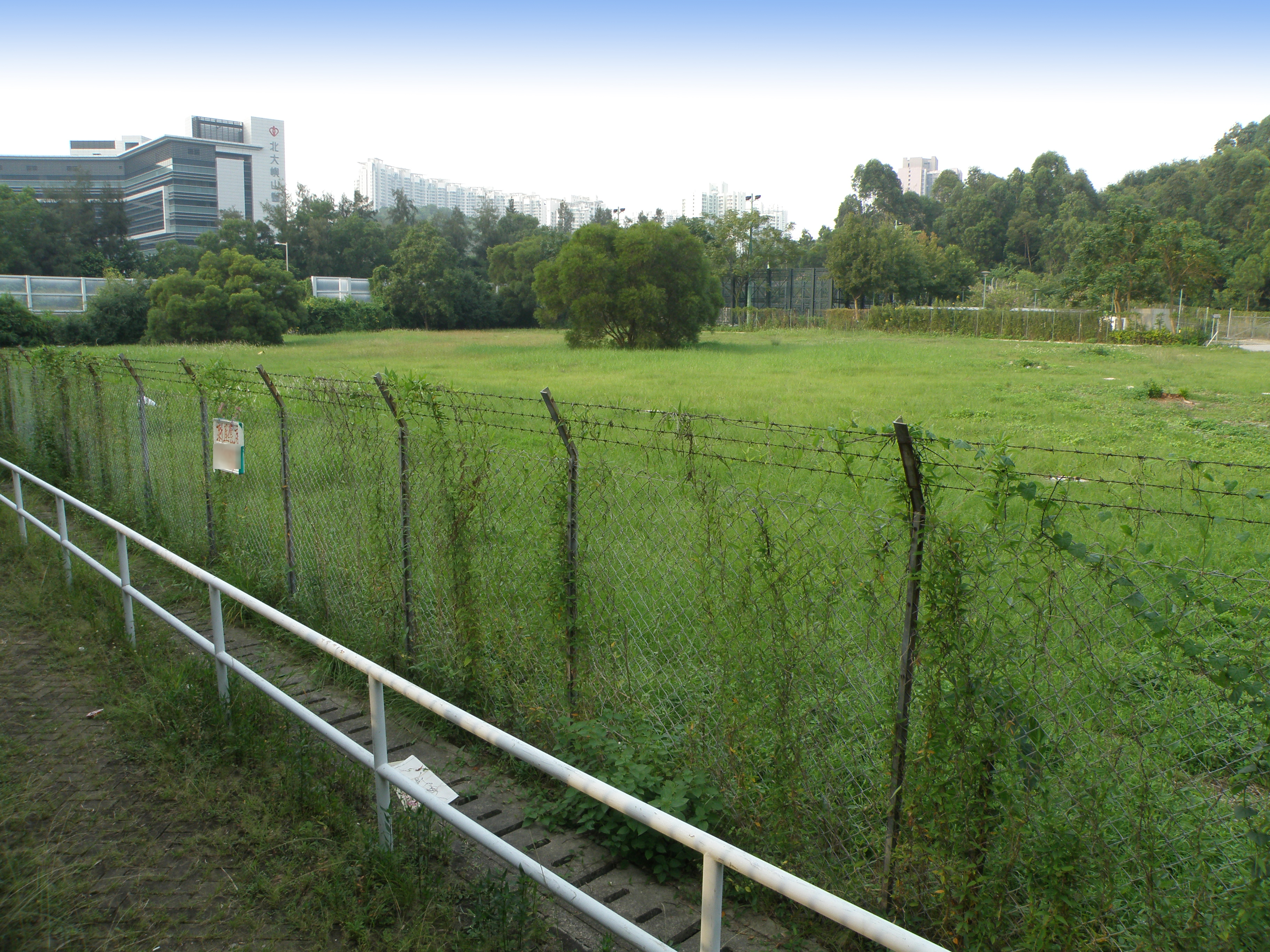
動工前為特殊學校預留用地及東涌道足球場，2015年10月
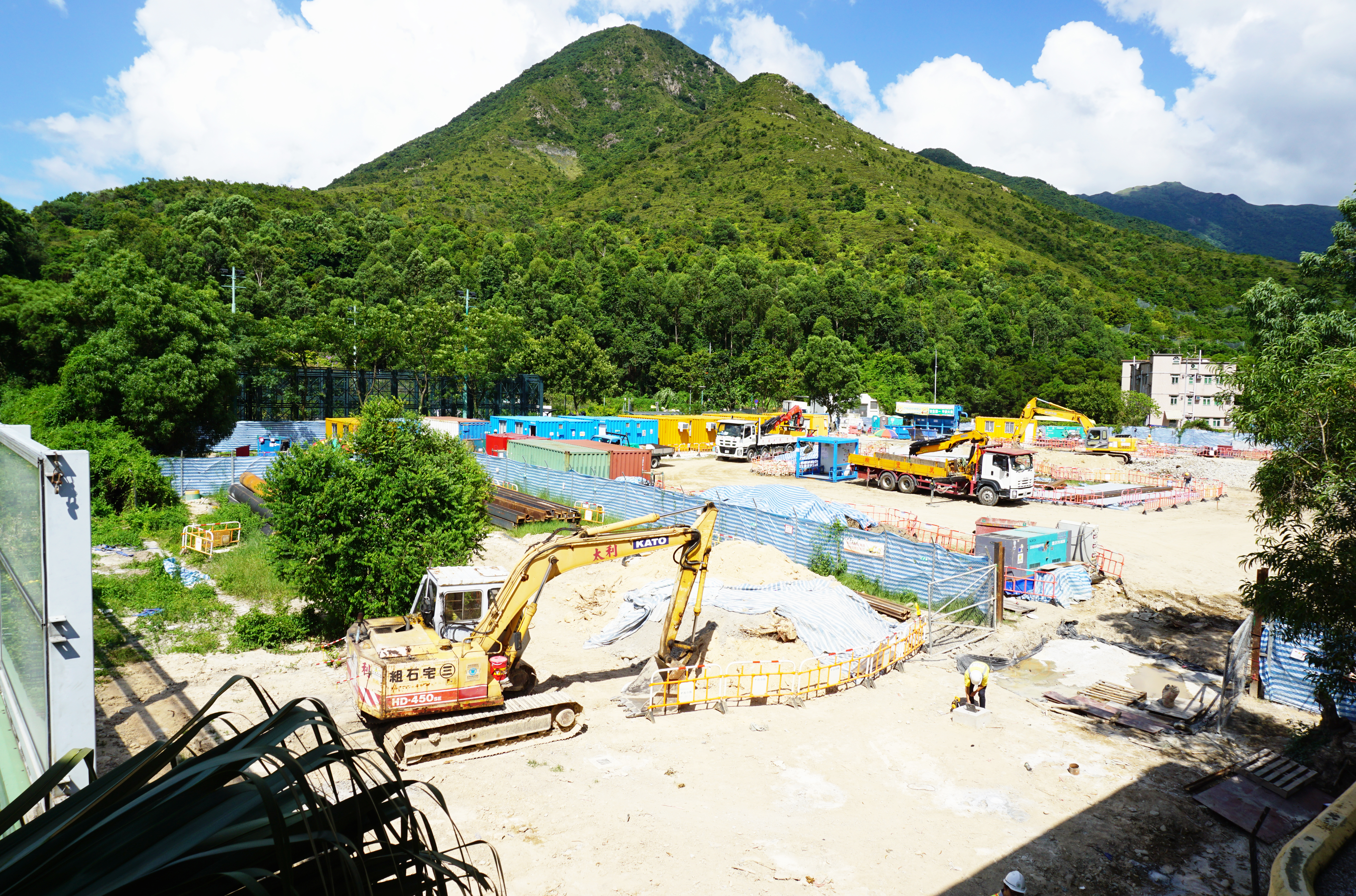
地盤平整工程，2016年7月
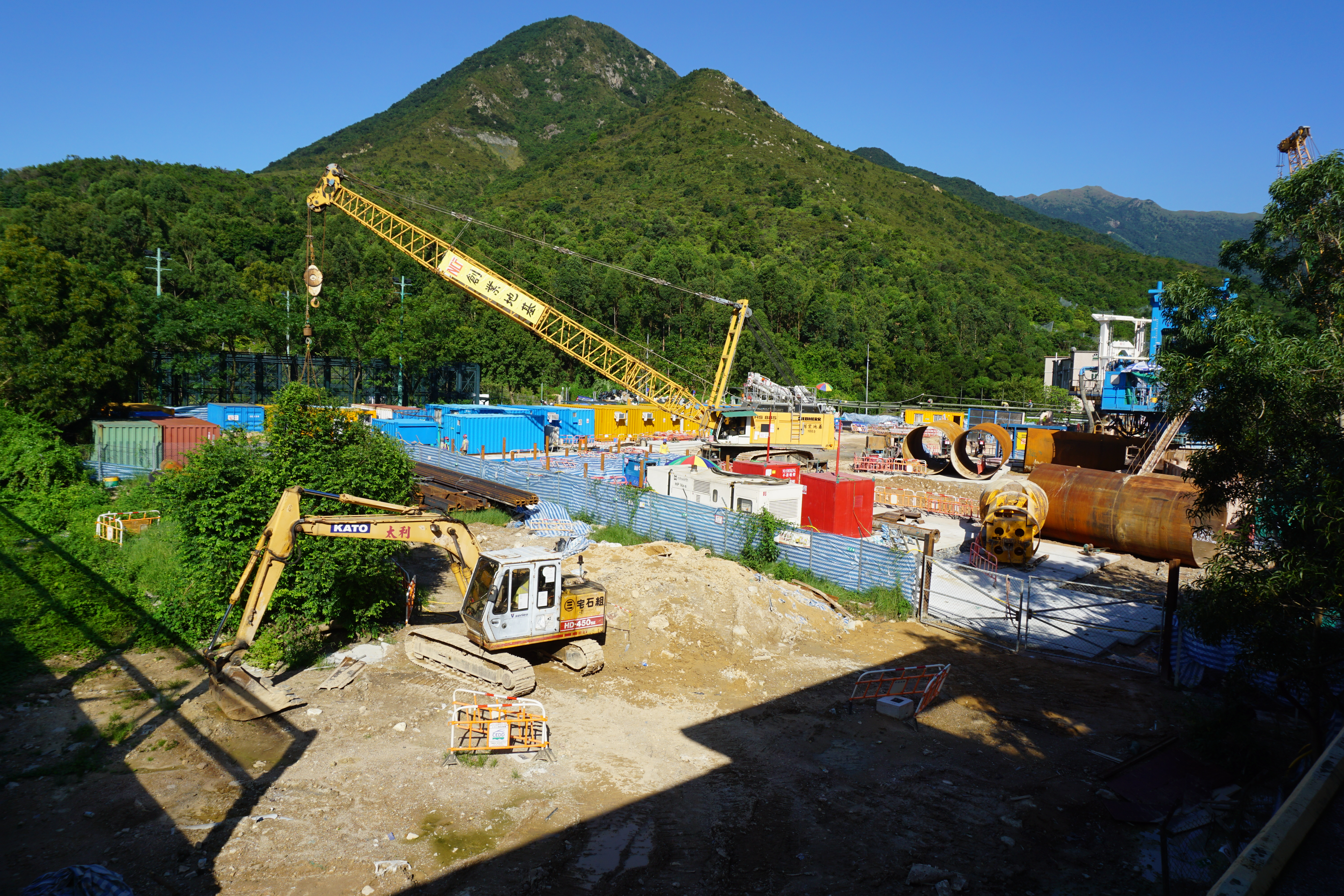
地基工程，2016年8月
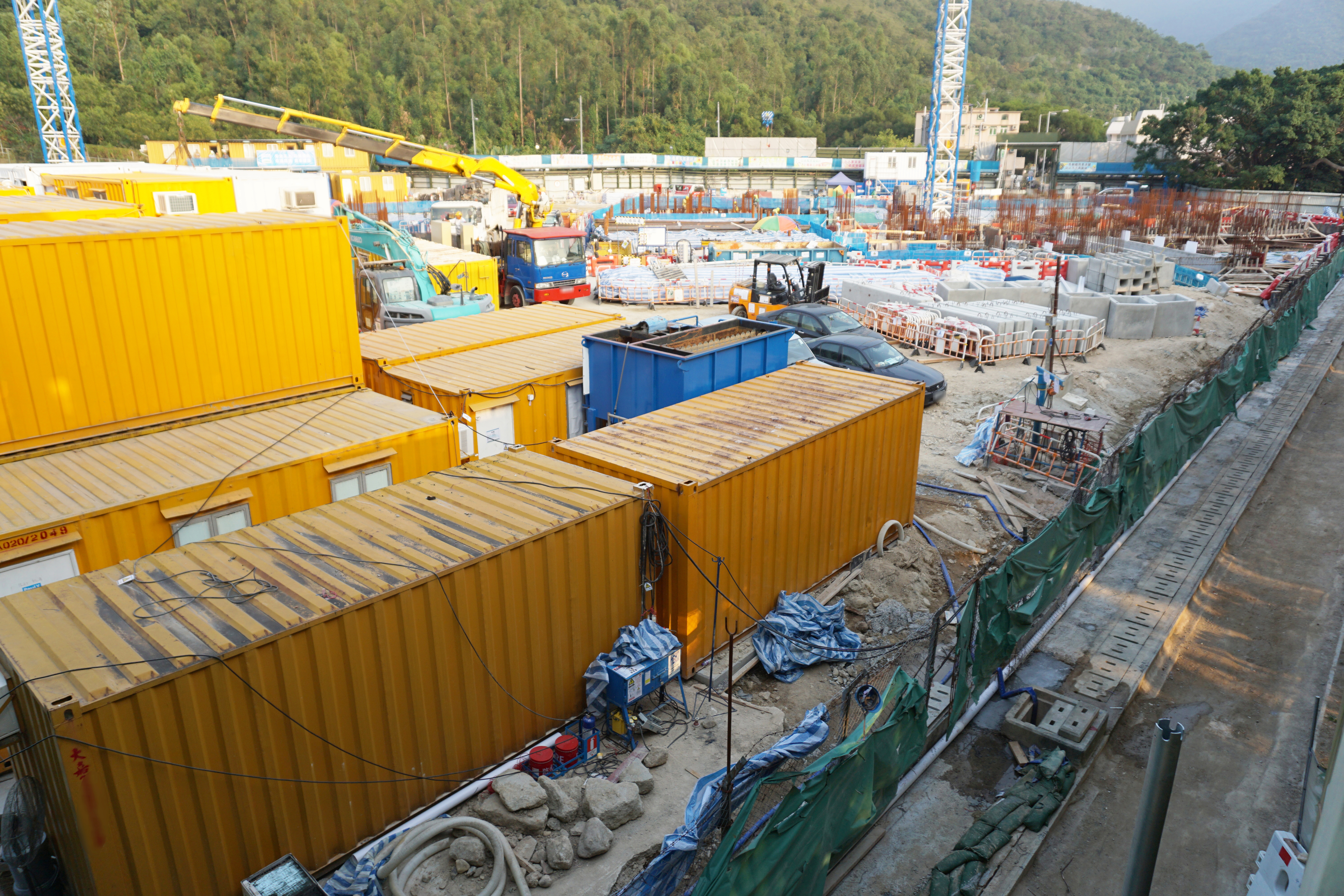
興建中，2017年12月
興建中，2018年5月
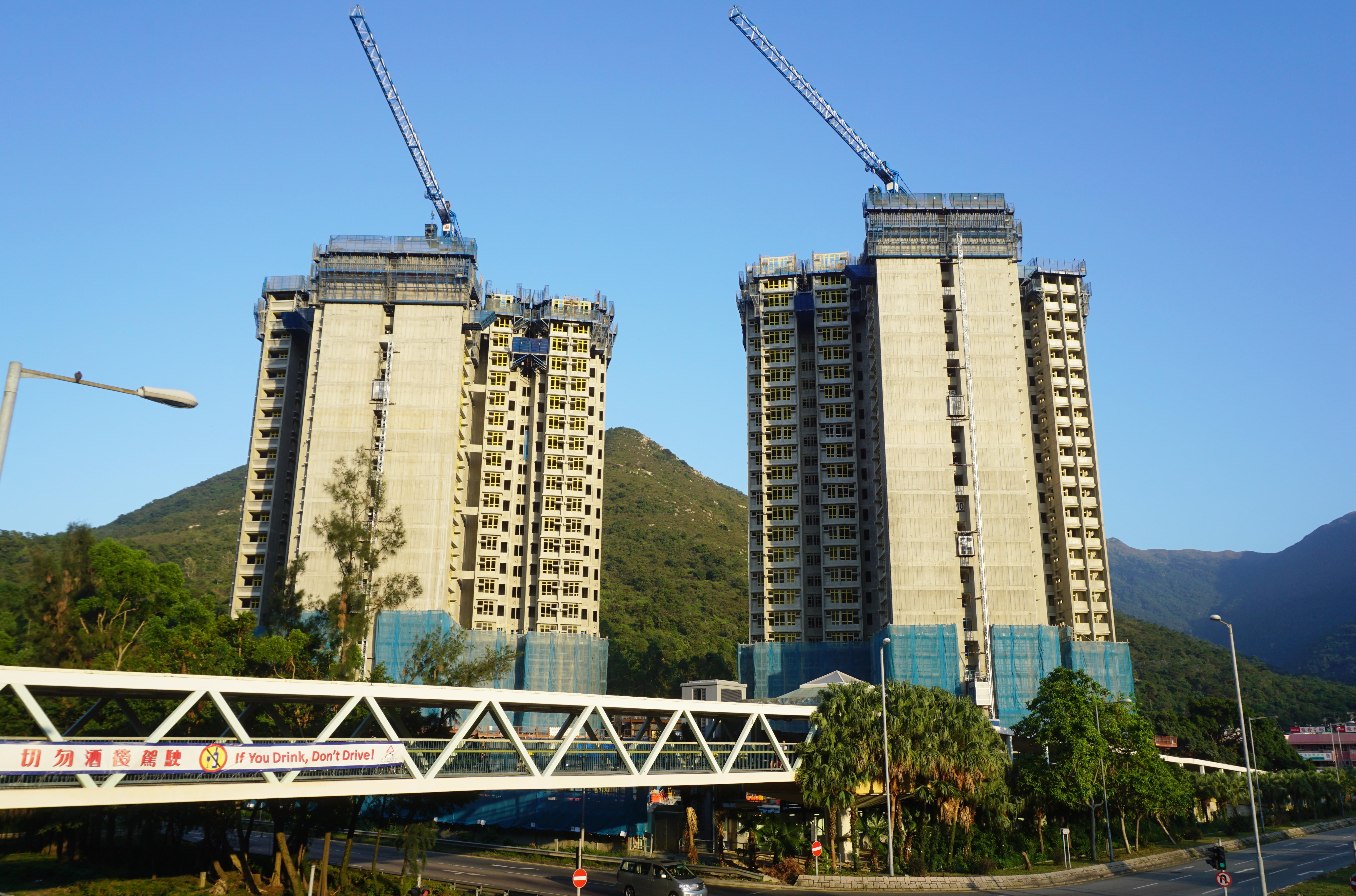
興建中，2018年11月
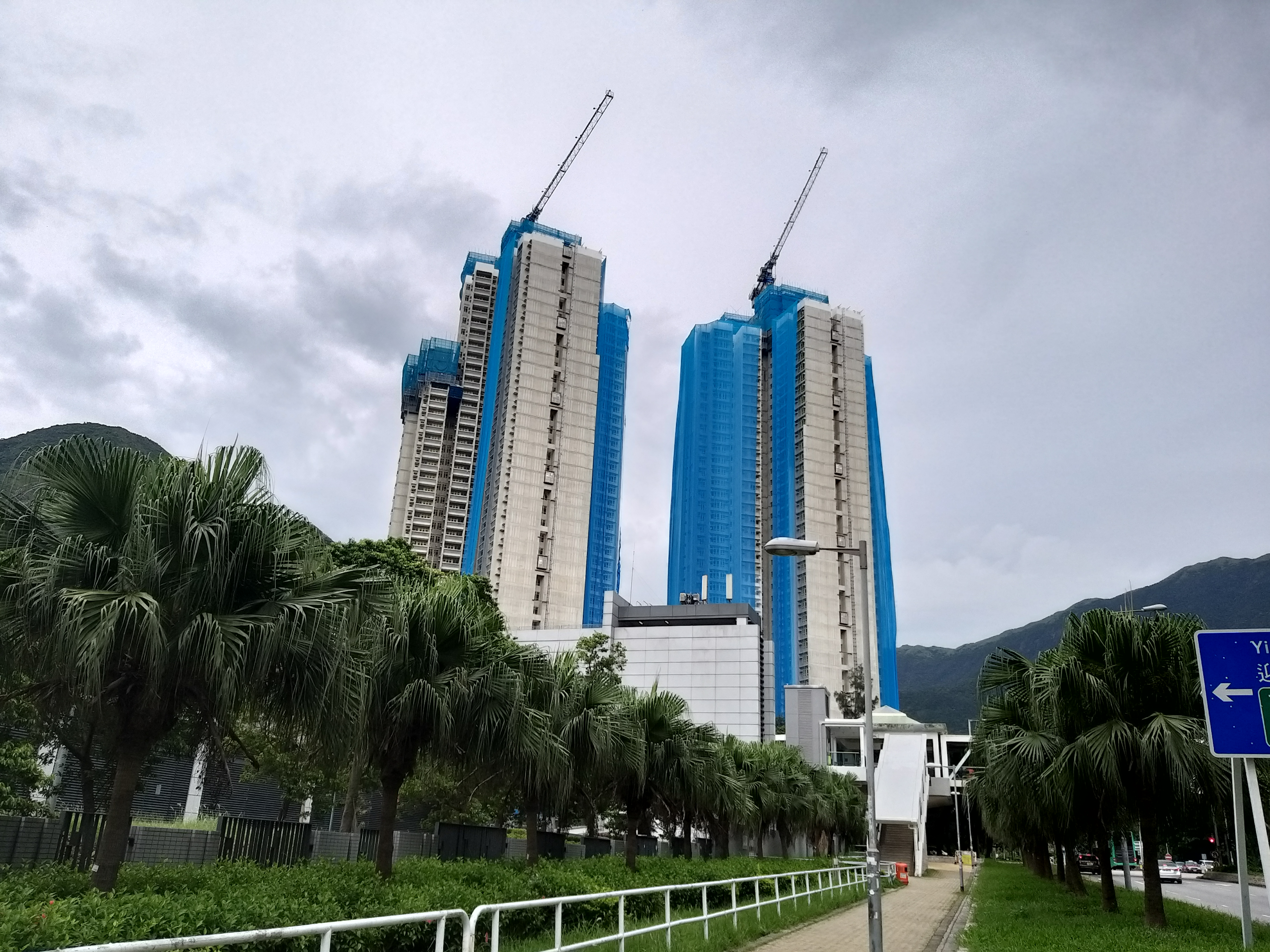
平頂後，2019年8月

## 爭議
- 馬灣新村村民因應安全及風水原因向房署提出改動裕泰苑車輛出入口。在東涌鄉事會及余漢坤議員的協助下，房屋署在售樓後最終在沒有諮詢及通知準業主之下同意改變圖則[10]。 原售樓書亦未有提及此潛在爭議和改動。

- 驗樓師發現有單位有大量甩漏，包括大門無法自動關合，有大口罅隙，可以塞到硬幣。廚房星盤盤低亦嚴重漏水，玻璃多處出現崩花，牆磚空鼓及地斜等，評分屬不合格「差E-」水平。而屋苑入伙初期，大廈對出的迴旋處不少垃圾桶未關好蓋，結果有大量老鼠覓食。香港蟲害控制從業員協會副會長陳偉強指屋苑入伙初期即現鼠患，反映衞生環境欠佳。更有A座高層單位業主透露請工人拆去浴室熱水爐後，發現有大群黃蜂在熱水爐位置築巢，令到業主大感驚訝。立法會議員柯創盛指物業入伙已出現單位質素參差及鼠患蟲患等問題，擔心長遠會有大量問題出現，事件反映房屋署對於新樓質素監管不力，也沒有就屋苑物管公司做好監督，結果讓居民如同買垃圾。要求署方須加強驗收樓宇準則。[11]

## 資料來源與備註
1. ↑  Estate Property. Housing Authority.
2. ↑  . 2014-08-26  [2019-02-21]. （原始内容存档于2019-02-22）.
3. ↑  張嘉敏. . 香港01. 2019-02-22  [2019-07-17]. （原始内容存档于2019-07-17）.
4. ↑  . 星島日報. 2019-02-15  [2020-09-18]. （原始内容存档于2019-06-18）.
5. ↑  新居屋4431伙沽清 （页面存档备份，存于）
6. ↑  . 明報. 2020年6月20日. （原始内容存档于2021-05-17）.
7. 1 2   (PDF).   [2022-03-02]. （原始内容 (PDF)存档于2018-03-28）.
8. ↑   (PDF).   [2019-02-21]. （原始内容存档 (PDF)于2019-02-21）.
9. ↑   (PDF).   [2019-02-21]. （原始内容存档 (PDF)于2019-02-21）.
10. ↑  .   [2020-06-29]. （原始内容存档于2020-07-22）.
11. ↑  . 東方日報. 2021-01-11  [2022-06-14]. （原始内容存档于2022-06-16）.

1. ↑  原先東涌第二個居屋屋苑為逸東苑，後來改作公屋，易名逸東邨
2. ↑  原訂為2020年10月31日，因屋苑道路及天台工程而延遲竣工
3. ↑  每座均設有4台升降機，並不直通所有樓層。當中裕玥閣有兩台可達1-21樓，另外兩台可達22-40樓；裕瑛閣則各有兩台分別可達1-19及20-38樓

## 外部連結
- 新界-東涌-裕泰苑 （页面存档备份，存于）
- 房委會物業位置及資料 裕泰苑 （页面存档备份，存于）
- 新居屋4431伙沽清 （页面存档备份，存于）
- 裕泰苑售樓資料簡介 （页面存档备份，存于）